# Florin Tatu
Pour les articles homonymes, voir Tatu.
Pas d'image ? Cliquez ici

a Compétitions nationales et continentales officielles uniquement.

b Matchs officiels uniquement.
Dernière mise à jour le 29 novembre 2024.
Florin Tatu, né le 12 juillet 1983 à Sibiu (Roumanie), est un joueur de rugby à XV international roumain évoluant au poste de troisième ligne aile.

## Carrière

### En sélection
Florin Tatu obtient sa première sélection le 22 octobre 2003 contre l'Argentine.

## Palmarès

### En sélection
- 12 sélections
- Sélections par année : 1 en 2003, 7 en 2004, 2 en 2005, 2 en 2013.
- Participation à la Coupe du monde en 2003 : 1 sélection (Argentine)